# Ga Tào Lộ
Tào Lộ (tiếng Trung: 曹路; bính âm: Cáolù) là một ga trên Tuyến số 9 thuộc Tàu điện ngầm Thượng Hải. Nằm tại nút giao đường Kim Hải và đường Kim Toản, nó là ga cuối phía Đông của tuyến. Nó bắt đầu vận hành thử nghiệm với toàn bộ giai đoạn 3 của Tuyến số 9 vào ngày 30 tháng 12 năm 2017, một phần mở rộng phía Đông với 9 nhà ga mới.